# Parpeçay
Parpeçay est une ancienne commune française située dans le département de l'Indre en région Centre-Val de Loire, devenue le 1er janvier 2016, une commune déléguée au sein de la commune nouvelle de Val-Fouzon.

## Géographie

### Localisation
La commune était située dans le nord du département, dans la région naturelle du Boischaut Nord.
Les communes limitrophes et chefs-lieux étaient : Menetou-sur-Nahon (1 km), Sembleçay (3 km), Sainte-Cécile (3 km), Varennes-sur-Fouzon (4 km), Chabris (5 km), Saint-Christophe-en-Bazelle (5 km), Poulaines (6 km), Issoudun (38 km), Châteauroux (44 km), La Châtre (74 km) et Le Blanc (78 km).

### Hameaux et lieux-dits
Les hameaux et lieux-dits de la commune étaient : Bois Bernier, Crevant et Villetray.

### Géologie et hydrographie
La commune fut classée en zone de sismicité 2, correspondant à une sismicité faible.
Le territoire communal était arrosé par les rivières Fouzon, Nahon et Renon. Les confluents de ces trois cours d'eau étaient sur le territoire de la commune.

### Voies de communication et transports
Le territoire communal fut desservi par les routes départementales : 13, 25, 52, 57, 57A et 127.
La gare ferroviaire la plus proche était la gare de Gièvres, à 8 km.
La commune fut desservie par la ligne B du réseau L'Aile Bleue.
L'aéroport le plus proche était l'aéroport de Châteauroux-Centre, à 48 km.

## Urbanisme

### Logement
En 2013, le nombre total de logements dans la commune était de 171.
Parmi ces logements : 59,6 % étaient des résidences principales ; 30,4 % des résidences secondaires et 9,9 % des logements vacants.
La part des ménages propriétaires de leur résidence principale s’élevait à 74,5 %.

## Toponymie
Ses habitants étaient appelés les Parpecéens.

## Histoire
La commune fut rattachée de 1973 à 2015 au canton de Saint-Christophe-en-Bazelle.

## Politique et administration
La commune dépendait de l'arrondissement d'Issoudun, du canton de Valençay, de la deuxième circonscription de l'Indre et de la communauté de communes Chabris - Pays de Bazelle.
| Période                                  | Période          | Identité           | Étiquette | Qualité                    |
| ---------------------------------------- | ---------------- | ------------------ | --------- | -------------------------- |
| ?                                        | ?                | Simone Ptak,       | ?         | ?                          |
| juin 1995                                | 1er janvier 2016 | Philippe Jourdain, | ?         | Gestionnaire de patrimoine |
| Les données manquantes sont à compléter. |                  |                    |           |                            |

## Démographie
L'évolution du nombre d'habitants est connue à travers les recensements de la population effectués dans la commune depuis 1793. À partir du 1er janvier 2009, les populations légales des communes sont publiées annuellement dans le cadre d'un recensement qui repose désormais sur une collecte d'information annuelle, concernant successivement tous les territoires communaux au cours d'une période de cinq ans. 
Pour les communes de moins de 10 000 habitants, une enquête de recensement portant sur toute la population est réalisée tous les cinq ans, les populations légales des années intermédiaires étant quant à elles estimées par interpolation ou extrapolation. Pour la commune, le premier recensement exhaustif entrant dans le cadre du nouveau dispositif a été réalisé en 2008,.
En 2013, la commune comptait 224 habitants, en évolution de −9,68 % par rapport à 2008 (Indre : −2,62 %, France hors Mayotte : +2,49 %).
| 1793 | 1800 | 1806 | 1821 | 1831 | 1836 | 1841 | 1846 | 1851 |
| ---- | ---- | ---- | ---- | ---- | ---- | ---- | ---- | ---- |
| 480  | 485  | 508  | 564  | 585  | 604  | 534  | 607  | 602  |

| 1856 | 1861 | 1866 | 1872 | 1876 | 1881 | 1886 | 1891 | 1896 |
| ---- | ---- | ---- | ---- | ---- | ---- | ---- | ---- | ---- |
| 583  | 533  | 563  | 597  | 617  | 605  | 630  | 601  | 591  |

| 1901 | 1906 | 1911 | 1921 | 1926 | 1931 | 1936 | 1946 | 1954 |
| ---- | ---- | ---- | ---- | ---- | ---- | ---- | ---- | ---- |
| 555  | 538  | 538  | 487  | 448  | 426  | 387  | 377  | 378  |

| 1962 | 1968 | 1975 | 1982 | 1990 | 1999 | 2008 | 2013 | - |
| ---- | ---- | ---- | ---- | ---- | ---- | ---- | ---- | - |
| 320  | 260  | 201  | 196  | 213  | 246  | 248  | 224  | - |

## Économie
La viticulture était l'une des activités de la commune, qui se trouve dans la zone couverte par l'AOC valençay.
La commune se trouvait dans l'aire géographique et dans la zone de production du lait, de fabrication et d'affinage du fromage Valençay.

## Population et société
La commune ne possède pas de lieu d'enseignement. Le collège public (Clos de la Garenne) de secteur se trouvait à Chabris. Les lycées publics de secteur se trouvaient à Issoudun (lycée général Honoré de Balzac) et à Châteauroux (lycée polyvalent Blaise-Pascal).
La commune était couverte par les médias suivants : La Nouvelle République du Centre-Ouest, Le Berry républicain, L'Écho - La Marseillaise, La Bouinotte, Le Petit Berrichon, France 3 Centre-Val de Loire, Berry Issoudun Première, Vibration, Forum, France Bleu Berry et RCF en Berry.

## Culture locale et patrimoine
- Église.
- Monument aux morts.